# Super deformed
Super Deformado ou Super deformed, ou apenas SD, é um estilo específico de caricatura japonesa onde os personagens são desenhados de uma forma exagerada, normalmente pequenos e "gordinhos", com membros menos detalhados e cabeças mais largas, para criar uma semelhança com pequenas crianças.
O estilo é muito semelhante ao chibi.

## Mídia japonesa
O estilo super deformed é parte da cultura japonesa e é visto em todos os lugares, de propagandas e placas de metrô a animes e mangás.
É normalmente usado no anime e no mangá em breves momentos para mostrar uma emoção extrema e exagerada, como raiva ou surpresa, que normalmente seria difícil de representar ou ficaria estranho se desenhado de forma mais realística. O estilo é feito para ser fofo e é normalmente usado com propósito humorístico em certas partes de uma história.

## Proporções
As proporções são normalmente medidas usando "cabeças" como um guia. Considera-se que um adulto comum meça de sete (1:7) a sete cabeças e meia de altura.
A cabeça de um personagem no estilo super deformed equivale a normalmente um terço (1:3) ou metade (1:2) da altura total do personagem, normalmente uma proporção áurea (38 %), com os olhos ocupando a maior parte da cabeça.[carece de fontes?] Alguns artistas podem usar proporções diferentes. Existem outras proporções exageradas que são populares em animes, mas não são consideradas super deformed.[carece de fontes?]